# Univerzalni vojnik
Univerzalni vojnik (eng. Universal Soldier), američki znanstveno-fantastični akcijski film redatelja Rolanda Emmericha iz 1992. godine, u kojem Jean-Claude Van Damme i Dolph Lundgren tumače glavne uloge vojnika poginulih tijekom Vijetnamskog rata, a koji su godinama poslije reanimirani u sklopu tajnog vojnog projekta i pretvoreni u super-vojnike.
Film je proizveo nekoliko neslužbenih nastavaka distribuiranih na DVD tržište, ali i dva službena nastavka - Univerzalni vojnik: Povratak na bojišnicu i Univerzalni vojnik: Regeneracija.

## Radnja
Luc Deveraux (Jean Claude Van Damme) i Andrew Scott (Dolph Lundgren) su američki vojnici koji su poginuli za vrijeme Vijetnamskog rata. Premda poginuli, njihova tijela su zamrznuta i prebačena u tajno postrojenje gdje ih je tim znanstvenika predvođenih pukovnikom Perryjem (Ed O'Ross), zajedno s ostalim poginulim vojnicima, pretvorio u super-vojnike poznate kao UniSols.
Tako stvorena elitna postrojba, korištena je u antiterorističkim akcijama u kojima su pripadnici postrojbe iskazivali iznimnu fizičku snagu i izdržljivost, što je izazvalo sumnju reporterke Veronice Roberts (Ally Wlker) koja je pratila rad specijalne postrojbe. Luc, sada jedan od vojnika poznat po kodu GR44, počinje se prisjećati svoje prošlosti i udružuje se s novinarkom Veronicom, zbog čega oboje postaju prijetnja vojnom establišmentu koji protiv njih šalje policiju i specijalne vojnike predvođene Andrewom Scottom (GR13).

## Glavne uloge
- Jean Claude Van Damme - Luc Deveraux / GR44
- Dolph Lundgren - Andrew Scott / GR13
- Ally Wlker - Veronica Roberts
- Ed O'Ross - pukovnik Perry
- Michael Jai White - vojnik

## Zarada
Film je premijerno prikazan 10. srpnja 1992. godine u SAD-u. U prvom vikendu prikazivanja zaradio je 10.057.084 USD, a širom svijeta ostvario je zaradu od 101.200.000 USD.